# Tankkaart
Een tankkaart (in Vlaanderen) of tankpas of brandstofpas (in Nederland) is een kaart waarmee een werknemer op de kosten van de werkgever kan tanken.
Dit is in België een extralegaal voordeel aangezien er geen RSZ-bijdragen worden betaald op een tankkaart indien de werknemer ook een bedrijfswagen heeft. Dit geldt ook voor woon-werkverkeer met de eigen auto op voorwaarde dat de onkosten verbonden aan deze verplaatsingen niet op een andere manier worden gecompenseerd. Tankkaarten zijn fiscaal voordelig en worden vaak in combinatie met een bedrijfswagen aangeboden als deel van het vergoedingspakket.
In Nederland zijn aantoonbare autokosten fiscaal aftrekbaar voor ondernemers. Om die reden wordt de tankpas veel gebruikt door zowel kleine (zzp'ers, vof) als middelgrote (mkb) ondernemers. Periodiek ontvangt de ondernemer een verzamelfactuur van de tankpasaanbieder waarop de gemaakte kosten en de betaalde btw is vermeld. Naast brandstofkosten is het ook mogelijk andere diensten te betalen met een tankpas bijvoorbeeld een parkeergarage. Met een merkenpas, zoals van Shell of Q8, kunnen minder diensten afgerekend worden dan met een universele tankpas, zoals van Tankpas.nl, Travelcard & MKB Brandstof. Extra zaken die afgerekend kunnen worden zijn de diensten van een autowasstraat en parkeergarage, of tol of pechhulp en bij sommige zelfs het klein onderhoud bij vakgarages.